# Charlotte Niemeyer

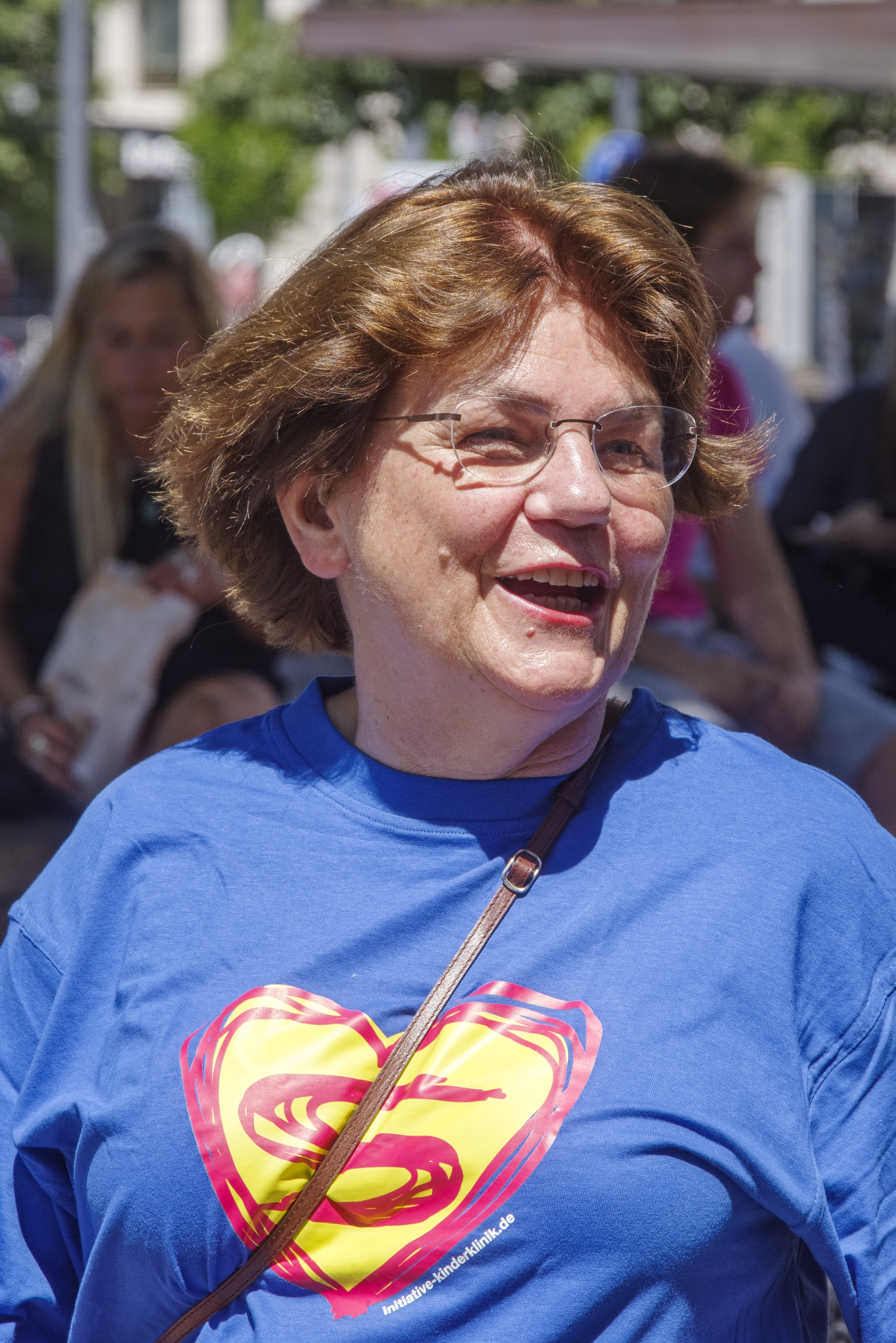
Charlotte Niemeyer auf der 111. Stadtaktion des Zelt-Musik-Festivals 2022 zu Gunsten der Kinderklinik

Charlotte Marie Elisabeth Niemeyer (* 18. Mai 1954 in Carlsdorf) ist eine deutsche Kinderärztin und Krebsforscherin.

## Leben
Niemeyer studierte Medizin mit einem Stipendium der Studienstiftung des Deutschen Volkes an den Universitäten Kiel, Nottingham und Freiburg im Breisgau und wurde 1980 als Ärztin approbiert. 1981 wurde sie bei H. Knauf in Freiburg mit der Arbeit Zur Pharmakokinetik von Hydrochlorothiazid bei eingeschränkter Nierenfunktion zum Dr. med. promoviert. Nach Stationen als Assistenzärztin beziehungsweise Forschungsassistentin an der Universitäts-Kinderklinik Kiel (heute Universitätsklinikum Schleswig-Holstein), dem Fred Hutchinson Cancer Research Center (Seattle), dem Children’s Hospital Medical Center (Dana-Farber Cancer Institute, Harvard Medical School, Boston), dem Brigham and Women’s Hospital (Boston) und der Medizinischen Hochschule Hannover erwarb sie 1989 den Facharzt für Kinderheilkunde. Seit 1990 war Niemeyer Oberärztin an der Kinderklinik der Albert-Ludwigs-Universität Freiburg im Breisgau, wo sie sich 1993 mit der Arbeit Behandlungsstrategien der akuten lymphatischen Leukämie im Kindesalter habilitierte und 2001 eine Professur für Pädiatrische Onkologie und Hämatologie erhielt. Im Jahr 2010 wurde sie zum Mitglied der Leopoldina gewählt.

## Wirken
Niemeyers wissenschaftliche Verdienste liegen auf dem Gebiet derjenigen Erkrankungen des Knochenmarks, die Vorläufer von Leukämien darstellen. Sie konnte wichtige Beiträge zum Verständnis der Entwicklung des myelodysplastischen Syndroms im Kindesalter leisten und genetische Veränderungen von seltenen Blutkrebserkrankungen im Kindes- und Jugendalter – darunter die Juvenile myelomonozytäre Leukämie (JMML) – analysieren und beschreiben.

## Auszeichnungen (Auswahl)
- 2012: Deutscher Krebspreis[2]
- 2013: Johann-Georg-Zimmermann-Medaille[3]
- 2020: Verdienstorden des Landes Baden-Württemberg